# Alternative R&B
Alternative R&B (auch Hipster R&B, Indie R&B, Future R&B oder PBR&B) ist ein Subgenre des Contemporary R&Bs, welches erstmals Ende der 2000er an großer Popularität gewann. Alternative R&B differenziert sich lyrisch als auch kompositorisch vom Contemporary R&B durch seine introvertierteren und vermeintlich aufrichtigeren Texte. Musikalisch wird mehr experimentiert und sich von elektronischen Genres wie Minimal, Dubstep als auch Rock beeinflusst. Besonders mit diesem Begriff assoziiert werden die Musiker Frank Ocean, Kelela und The Weeknd. Ihnen gelang es, durch Mixtapes vor einem Major-Release große Aufmerksamkeit auf sich zu ziehen. 